# Prunières (Lozère)
Prunières is een gemeente in het Franse departement Lozère (regio Occitanie) en telt 239 inwoners (2019). De plaats maakt deel uit van het arrondissement Mende.

## Geografie
De oppervlakte van Prunières bedraagt 13,0 km², de bevolkingsdichtheid is 18 inwoners per km².
De onderstaande kaart toont de ligging van Prunières (Lozère) met de belangrijkste infrastructuur en aangrenzende gemeenten.

## Demografie
Onderstaande figuur toont het verloop van het inwonertal (bron: INSEE-tellingen).